# HD 84810
HD 84810, eller l Carinae, är en gul superjätte i stjärnbilden Kölen.
Stjärnan är en pulserande variabel  av Delta Cephei-typ (DCEP) som varierar mellan visuell magnitud +3,28 och 4,18 med en period av 35,551609 dygn.. Den är en av stjärnhimlens väl synliga klassiska cepheider, men befinner sig på ett avstånd av ungefär 1560 ljusår.